# Triệu Khánh
Triệu Khánh (肇庆) là một địa cấp thị của tỉnh Quảng Đông, Cộng hòa Nhân dân Trung Hoa.

## Hành chính

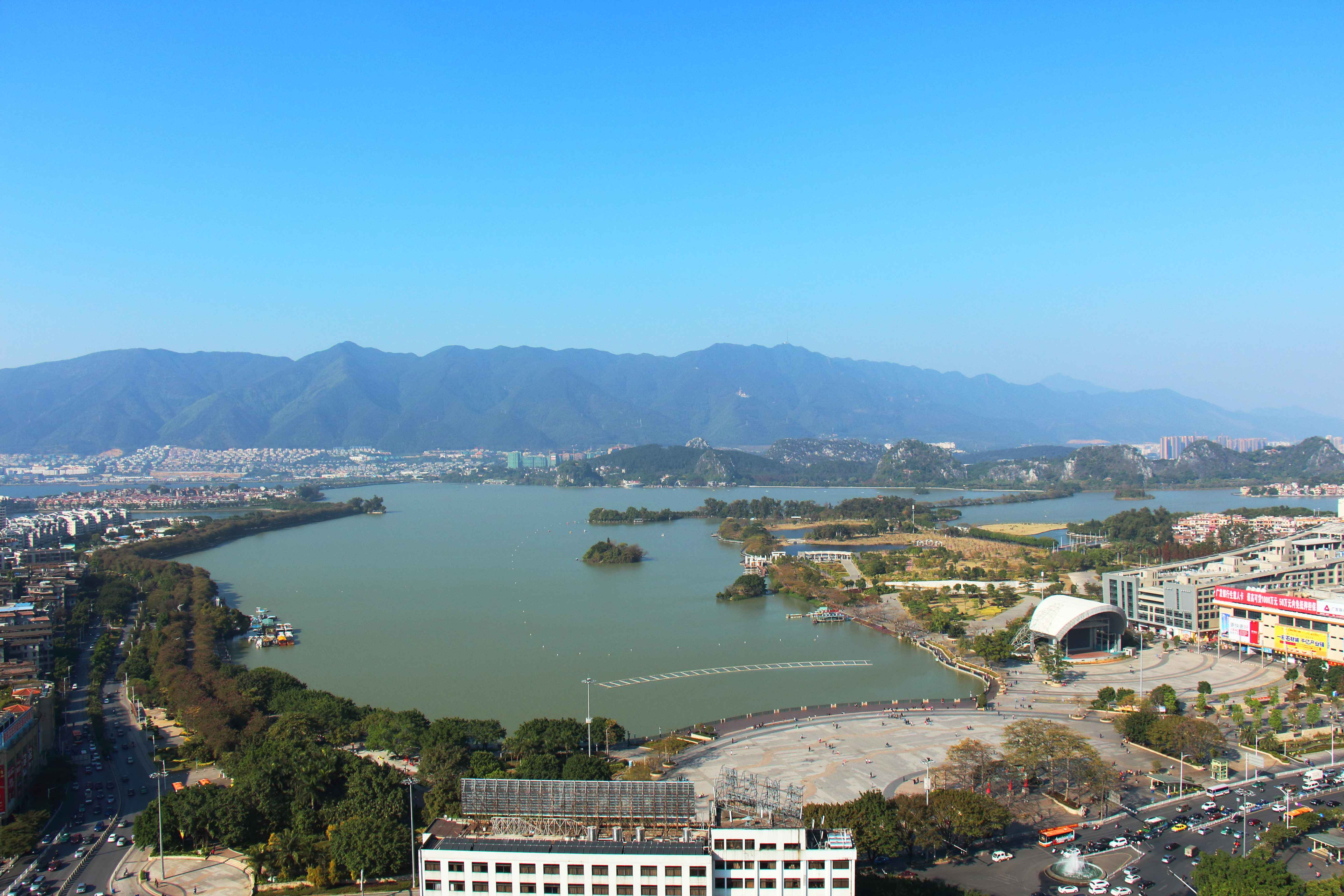
牌坊广场全景

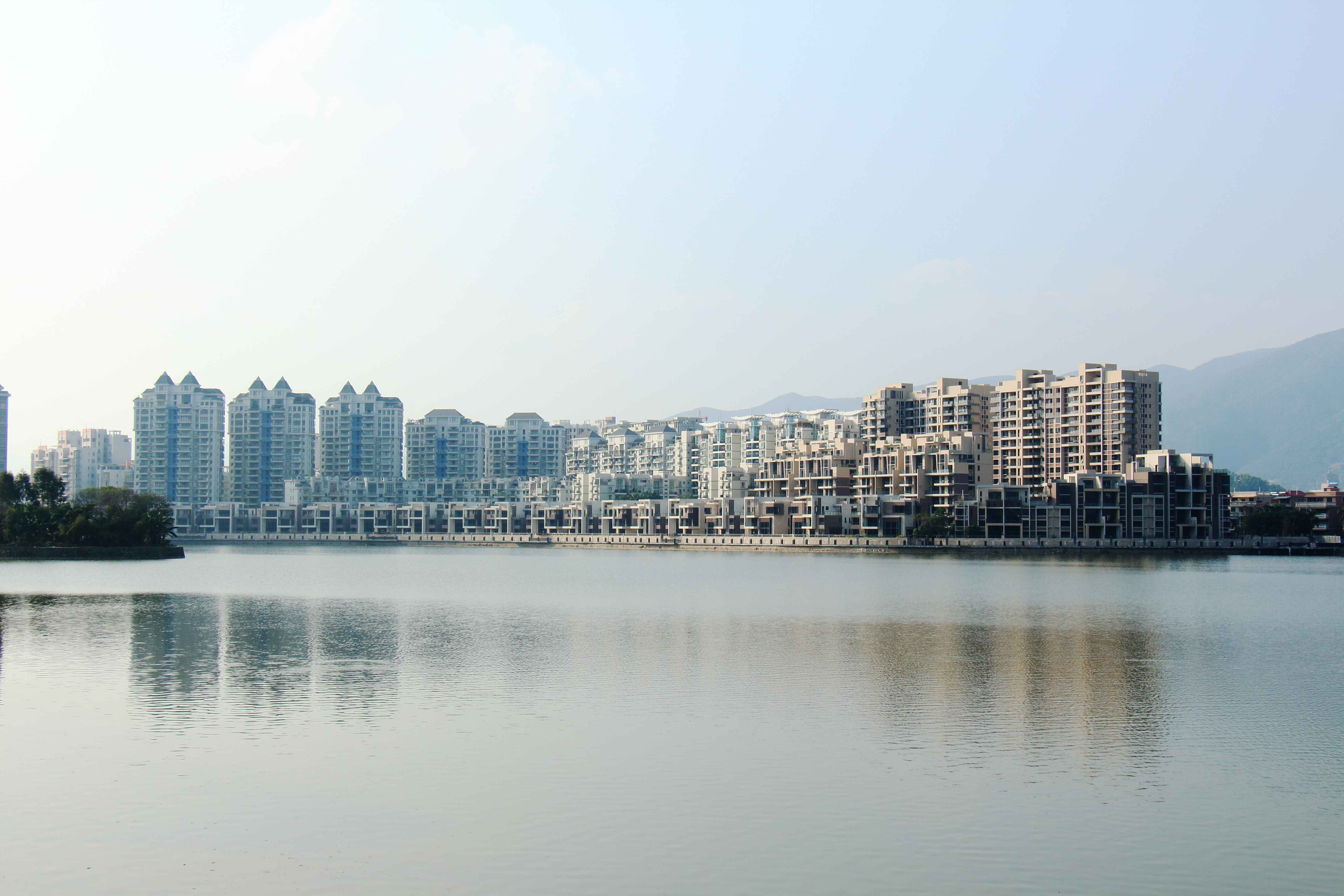
新世界花园楼盘

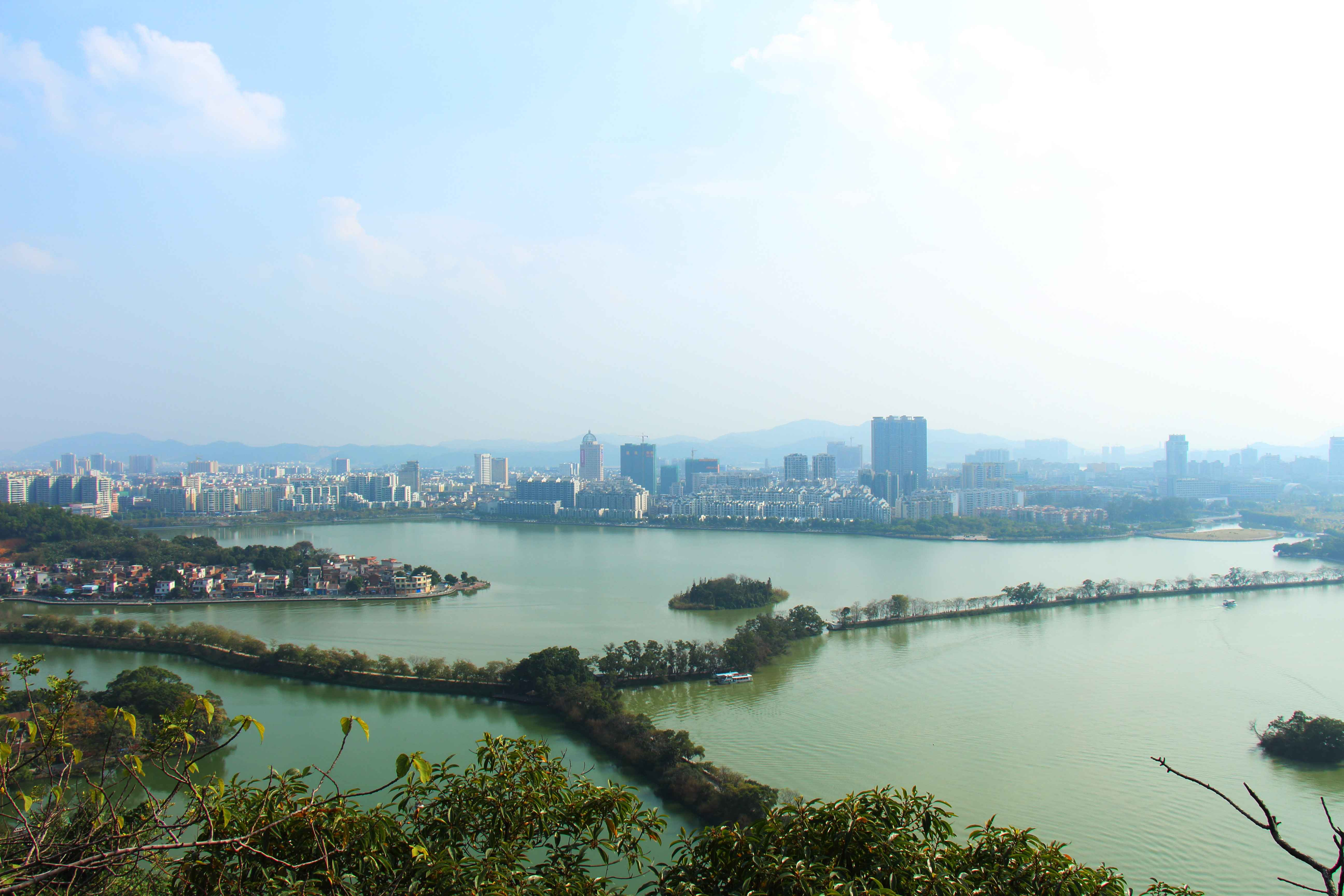
七星岩往市区方向远眺

七星岩远眺-2

Triệu Khánh quản lý 3 quận, 4 huyện và 1 thành phố cấp huyện:
- Quận Đỉnh Hồ (鼎湖区), 506 km², dân số. 150.000
- Quận Đoan Châu (端州区), 152 km², dân số. 320.000
- Quận Cao Yếu (高要市), 2.206 km², dân số. 730.000
- Huyện Đức Khánh (德庆县), 2.258 km², dân số. 350.000
- Huyện Phong Khai (封开县), 2.723 km², dân số. 470.000
- Huyện Quảng Ninh (广宁县), 2.380 km², dân số. 540.000
- Huyện Hoài Tập (怀集县), 3.573 km², dân số. 930.000
- Thành phố cấp huyện Tứ Hội (四会市), 1.258 km², dân số. 420.000

## Địa lý
Triệu Khánh nằm cách Quảng Châu 110 km về phía Tây Bắc, phía Tây Đồng bằng Châu thổ Châu Giang. Nó nằm bên bờ Bắc của Sông Tây Giang chảy từ Tây sang Đông, và đối diện với Cao Yếu. Khu vực đồng bằng nằm về phía Nam và Tây của Triệu Khánh, khu vực núi non ở phía Đông và phía Bắc. Thành phố nằm ở khu vực khí hậu bán nhiệt đới gió mùa với nhiệt độ trung bình hàng năm 21,9 °C, và lượng mưa trung bình hàng năm 1605 mm.